# Авторитарна релігія
Авторитарна релігія (лат. auctoritas — влада, вплив) — за Фроммом, один з типів теїстичної і нетеїстичної (у тому числі — світської) релігії, відмітною ознакою якої є визнання людиною якоїсь вищої невидимої сили, що керує його долею і потребує слухняності, шанування і поклоніння.
В авторитарній релігії Бог є символ влади і сили, що володарює над безсилими відчуженими людьми, котрі мають доступ до самих себе тільки за посередництвом Бога. Головна чеснота А.р. — слухняність, найгірший гріх — неслухняність. Світська форма А.р. визнає життя, гідність і силу людини незначними і дозволяє панівним елітам жертвувати життям і щастям людей в ім'я «майбутнього людства» або «життя після смерті».
Переважним настроєм авторитарній релігії є страждання і провина.